# Wormaldia niiensis
Wormaldia niiensis är en nattsländeart som beskrevs av Kobayashi 1985. Wormaldia niiensis ingår i släktet Wormaldia och familjen stengömmenattsländor. Inga underarter finns listade i Catalogue of Life.